# Дербенник трёхприцветниковый
Дербе́нник трёхприцве́тниковый (лат. Lythrum tribracteatum) — вид цветковых растений рода Дербенник (Lythrum) семейства Дербенниковые (Lythraceae).

## Ботаническое описание
Прямостоячее ветвящееся однолетнее травянистое растение до 30 см высотой.
Листья продолговатые, до 2,5 см длиной, в нижней части стебля располагаются супротивно, в верхней — очерёдно.
Цветки мелкие, собраны в пазушные кисти, каждый с ярко-красными чашелистиками и мелкими бледно-лиловыми лепестками.

## Распространение и местообитание
Произрастает в Европе, встречается в западных районах Северной Америки как интродуцированный вид. Обычно растёт во влажных местах, например, вблизи прудов.